# Ліньї (Бельгія)
Ліньї [liˈɲi] (валлон. Lignè) — село у Валлонії, частина муніципалітету Сомбреф, розташоване в провінції Намюр, Бельгія.
Раніше це був окремий муніципалітет, а в 1977 році об’єднання бельгійських муніципалітетів перетворило його на колишню громаду Сомбреф.

## Історія
Місцевість найбільш відома як місце битви при Ліньї 1815 року, де Наполеон здобув свою останню перемогу, розгромивши Блюхера, у той час як сили Веллінґтона та маршала Нея вступали між собою в битву при Катр-Бра. Через два дні об'єднані сили обох противників зійшлися в битві при Ватерлоо.